# United Klans of America
La United Klans of America (in sigla UKA) è stata una delle più attive organizzazioni interne al Ku Klux Klan negli Stati Uniti. Sotto la guida di Robert Shelton raggiunse il maggior numero di iscritti tra il 1960 e il 1970.
La sede dell'organizzazione fu l'Anglo-Saxon Club a Tuscaloosa, in Alabama.
La UKA fu responsabile dell'attentato alla Chiesa Battista della 16ª Strada a Birmingham (Alabama) che causò la morte di quattro ragazze. Sempre riconducibili all'associazione furono anche l'assassinio di Viola Liuzzo, vicino a Selma, nel 1965 e il linciaggio dell'adolescente Michael Donald, a Mobile, nel 1981.
Accuse formali di omicidio e condanne giudiziarie hanno coinvolto diversi membri della UKA tra cui: Thomas E. Blanton, Jr. Bobby Frank Cherry, Herman Cash, Robert Chambliss, Bennie Hays, Henry Hays e James Knowles.
Nel 1987 la UKA fu citata in giudizio per danni civili derivanti dall'omicidio di Michael Donald, la cui madre venne assistita durante il processo dall'avvocato e attivista Morris Dees. I danni riconosciuti dalla giuria condussero al fallimento e alla disgregazione dell'organizzazione.

## Storia
Durante le prime iniziative del movimento per i diritti civili negli Stati Uniti meridionali nel 1960, alcuni membri dello United States Klan e del Ku Klux Klan unirono le forze al fine di tentare di arrestare il cambiamento in atto. In seguito alla fusione del gruppo Alabama Knights si unirono allo stesso: gli Invisible Empire, gli United Klans, i Knights of the Ku Klux Klan of America, i Georgia Knights e i Carolina Units, che diedero origine agli United Klans of America. Nel luglio del 1961, Robert Shelton, figlio di un membro del KKK, divenne la figura dominante dell'associazione (definita "Imperial Wizard" all'interno dell'organizzazione) della UKA.
La crescita dell'attivismo per i diritti civili, nella seconda metà degli anni '60 negli Stati Uniti, portò la UKA a raggiungere il suo maggior numero di membri attivi e di sostegno da parte dell'opinione pubblica locale, rendendo l'associazione la più vasta fra le organizzazioni che componevano il KKK nel mondo.
Lo stato americano con il maggior numero di iscritti fu la Carolina del Nord, luogo ove nel 1966 risiedeva oltre la metà di tutti i membri della UKA. L'organizzazione diffondeva i suoi messaggi pubblici attraverso opuscoli noti come: The Fiery Cross, che venivano stampati a Swartz in Louisiana.
Le adesioni iniziarono a decrescere quando il gruppo venne ufficialmente collegato ad attività criminali; questo in seguito all'incarcerazione di Shelton durata un anno a causa del suo oltraggio al Congresso degli Stati Uniti nel 1969. All'inizio degli anni '70 le iscrizioni alla UKA passarono dall'ordine delle decine di migliaia ad un numero di membri compreso tra i 3500 e 4000. Negli anni '80 le adesioni scemarono ulteriormente fino ad essere circa 900.
Negli anni '90 la UKA ha visto una ripresa dell'attività dei suoi membri, i quali sono tornati agli insegnamenti originari di William Joseph Simmons (fondatore e guida del secondo Ku Klux Klan dal 1915 al 1939), il quale sosteneva una sorta di fratellanza tra i membri dell'organizzazione. 
Attualmente conterebbe diverse klavern attive in ventinove stati nordamericani secondo il Southern Poverty Law Center, mentre l'attuale entità delle adesioni non è nota con precisione.

## Attentato della 16ª Strada
Il movimento per i diritti civili vantava una congregazione di fedeli molto coesa e numerosa nella chiesa battista della sedicesima strada a Birmingham, elemento che ne fece uno dei principali centri organizzativi del movimento per i diritti civili in città. Da essa partirono molte marce di protesta contro la segregazione cittadina del 1963. Una domenica del settembre di quello stesso anno, durante una delle funzioni, si verificò l'esplosione di una bomba che causò la morte di quattro ragazze: l'undicenne Denise McNair e le quattordicenni Carole Robertson, Cynthia Wesley e Addie Mae Collins, oltre a più di venti altri parrocchiani feriti, tra i quali la sorella di Addie Mae Collin che perse un occhio.
Grazie ai testimoni che accusarono un uomo di razza bianca, che avevano visto mettere una scatola sotto i gradini della chiesa, Robert Chambliss, un membro della UKA, venne arrestato con le accuse di omicidio e possesso di una scatola contenente 122 candelotti di dinamite. Il processo dell'ottobre successivo si concluse con una multa di cento dollari e sei mesi di prigione per possesso della dinamite; la sentenza venne ribaltata quando Bill Baxley, procuratore generale dell'Alabama scoprì che gran parte delle prove che il Federal Bureau of Investigation (FBI) aveva raccolto a carico di Chambliss non erano state presentate durante il processo originale. Lo stato processò Chambliss anni dopo, il quale fu condannato all'ergastolo per l'omicidio delle quattro ragazze. Già 73enne all'epoca del secondo processo Chambliss morì in prigione senza mai confessare di essere il responsabile dell'attentato.
Il 16 maggio 2000, a quasi quarant'anni dall'attentato, vennero processati anche gli altri due membri dell'UKA sospettati di complicità con Robert Chambliss: Thomas E. Blanton Jr., e Bobby Frank Cherry che furono ritenuti colpevoli di aver piazzato insieme a Chambliss i 19 candelotti di dinamite utilizzati nell'attentato.
Nei due processi per omicidio che seguirono, sia Thomas E. Blanton Jr. che Bobby Frank Cherry vennero ritenuti colpevoli e condannati all'ergastolo.

## Assassinio di Viola Liuzzo
Nel 1965 la trentanovenne Viola Liuzzo, una donna di etnia caucasica residente a Detroit decise di trasferirsi a Selma, in Alabama, per sostenere il movimento per i diritti civili. Diede il suo contributo in vari modi: aiutò la SCLC durante la celebre terza marcia alla quale parteciparono migliaia di persone da ogni parte d'America aiutando i manifestanti a mettersi al passo con i camminatori lungo il percorso (la marcia durò alcuni giorni). Mentre faceva il suo ultimo viaggio a Montgomery per raccogliere i manifestanti al termine della marcia, quattro membri della UKA videro la Liuzzo ferma ad un semaforo rosso in auto con Leroy Moton, il giovane afroamericano che la accompagnava. Dopo averli seguiti per un breve tratto accostarono e diedero fuoco all'auto. Leroy Moton sopravvisse ai colpi fingendosi morto ma Viola Liuzzo morì in seguito alle ferite riportate.
Il giorno successivo la polizia arrestò Collie Wilkins, William Orville Eaton, Eugene Thomas e Gary Thomas Rowe. Wilkins, Eaton e Eugene Thomas furono condannati ai sensi della nuova legge sui diritti civili del 1964, ricevendo una pena detentiva di 10 anni ciascuno.
Gary Thomas Rowe godette dell'immunità concessagli dall' FBI in virtù del suo status di informatore. Per questo motivo non venne mai processato né per l'aggressione ai danni dei Freedom Riders né per l'attentato esplosivo della 16ª strada, nonostante egli stesso avesse confermato la preparazione e la partecipazione a queste ed altre vicende sia nella sua autobiografia del 1976 che in una testimonianza resa al Senato. 

## Linciaggio di Michael Donald
Nel 1981 a Mobile l'assoluzione di un uomo afroamericano, Josephus Anderson, dall'accusa di omicidio ai danni di un agente di polizia bianco portò indirettamente al linciaggio di Michael Donald, un ragazzo di 19 anni.
Bennie Hays, membro della UKA, sostenne che l'assoluzione era dovuta alla presenza di membri afroamericani nella giuria del processo e minacciò di uccidere un uomo di colore per rappresaglia. Il 21 marzo, suo figlio Henry e un altro membro più giovane della UKA James Knowles decisero di dare seguito alla minaccia del padre di Henry. In cerca di una vittima, i membri dell'UKA trovarono Michael Donald che camminava lungo la strada e lo costrinsero a salire in macchina. Dopo averlo rapito, si diressero verso una contea confinante dove Hays e Knowles lo impiccarono ad un albero.
Le indagini conclusero che l'omicidio fosse connesso allo spaccio di droga, ma la madre di Michael, Beulah Mae Donald, convinta dell'estraneità di suo figlio al mondo degli stupefacenti, si rivolse al noto attivista di Chicago Rev Jesse Jackson. Il suo coinvolgimento portò all'interessamento alla vicenda da parte del procuratore di Mobile Thomas Figures le cui indagini, condotte insieme all'FBI, condussero alla confessione del linciaggio da parte di Knowles. Nel 1983 James Knowles fu condannato alla pena dell'ergastolo per l'omicidio di Michael Donald, tuttavia la condanna gli fu condonata in virtù della giovane età (17 anni) al momento dell'omicidio.
Nel 1987, il Southern Poverty Law Center (SPLC) ha avviato un procedimento civile per conto della famiglia di Michael Donald contro l'UKA, da essi ritenuta responsabile del linciaggio.
La giuria si pronunciò in favore della madre di Donald e condannò la UKA ad un risarcimento di 7 milioni di dollari. Incapace di far fronte alla sentenza, l'organizzazione dichiarò bancarotta e in seguito a questo il bene di maggior valore della UKA (l'immobile sede del quartier generale nazionale) venne ceduto alla madre di Donald, che vendette la proprietà.
Durante il processo Knowles sostenne di aver "eseguito gli ordini" di Bennie Jack Hays: padre di Henry Hays e luogotenente di Shelton. Il processo si concluse con un verdetto di colpevolezza e Knowles accusato di aver violato i diritti civili di Donald ricevette una condanna all'ergastolo. Hays fu processato pochi mesi dopo, dichiarato colpevole di omicidio e condannato a morte.
La sentenza di morte è stata eseguita il 6 giugno 1997.

## Scioglimento
L'organizzazione si è sciolta ufficialmente nel 1987, anche se nel corso del decennio successivo alcune azioni propagandistiche (distribuzione di volantini firmati UKA) l'hanno riportata all'interno delle pagine di cronaca. Queste azioni non sono mai state collegate ad una struttura organizzativa ufficiale.